# Heisteria latifolia
Heisteria latifolia är en tvåhjärtbladig växtart som beskrevs av Standley. Heisteria latifolia ingår i släktet Heisteria och familjen Erythropalaceae. Inga underarter finns listade i Catalogue of Life.